# Mario Theissen
Mario Theissen (ur. 17 sierpnia 1952 w Monschau) – dr inż., dyrektor sportów motorowych w BMW. Theissen studiował w latach 1971–1977 budowę maszyn na RWTH Aachen – politechnice w Akwizgranie. W roku 1989 otrzymał stopień naukowy doktora na uniwersytecie w Bochum. W latach 1999–2011 pełnił funkcję dyrektora BMW Motorsport. Do jego obowiązków należało zarządzanie zespołem BMW Sauber startującym w zawodach Formuły 1, oraz ekipami BMW startującymi w innych seriach wyścigowych, w tym Formuły BMW, WTCC i wyścigu 24h Le Mans.

## Życiorys

### Wykształcenie
Jego zainteresowania budową silników spalinowych oraz prywatne jak i zawodowe zamiłowania sportem motorowym odkrył podczas studiów na RWTH Aachen na kierunku budowy maszyn. Pracy dla BMW podjął się zaraz po otrzymaniu stopnia Dipl.-Ing. (Dyplomowany Inżynier) w roku 1977. Trudnił się zagadnieniami z zakresu obliczania silników. W przeciągu następnych kilku lat pełnił różne funkcje w dziale rozwoju silników BMW. W roku otrzymał stopień naukowy doktora na Ruhr-Universität Bochum. Jego dysertacja nosiła tytuł Untersuchung zum Restgaseinfluss auf den Teillastbetrieb des Ottomotors (Badanie wpływu pozostałości gazu na pracę 4 suwowego silnika spalinowego o zapłonie iskrowym podczas częściowego obciążenia). W lipcu 2005 otrzymał tytuł profesora honorowego na Hochschule für Technik und Wirtschaft Dresden.

### Formuła 1

#### 2000–2005: Williams
BMW weszło do Formuły 1 na podstawie umowy o współpracy z zespołem Williams, którą Theissen podpisał jako dyrektor BMW Motorsport w 1998 roku. Współpraca ze zespołem rozpoczęła się w 2000 roku. W 2001 roku silniki BMW były uważane za jedne z najsilniejszych w stawce, przez co później w 2002 i 2003 Williams zdobywał tytuły wicemistrzowskie w klasyfikacji konstruktorów. Po udanym sezonie 2003 zarówno producent jak i zespół stale pogarszał swe osiągi. W latach 2004–2005 dr inż. Theissen coraz bardziej krytykował działania Williamsa. Jednak Williams oskarżał BMW o produkowanie niewystarczających silników. To publiczne pogorszenie związku między BMW i Williamsem było najważniejszym czynnikiem który doprowadził do kupna teamu Sauber przez BMW.

#### 2006–2009: BMW Sauber
Theissen wprowadził nowy team BMW Sauber do Formuły 1, zajmując w pierwszym sezonie startów dobre 5. miejsce w klasyfikacji konstruktorów i robiąc ogromny krok naprzód dla swojego zespołu. Rok później zdobywa wicemistrzostwo w klasyfikacji konstruktorów, chociaż sukces ten zawdzięczają dyskwalifikacji zespołu McLaren za udział w tzw. aferze szpiegowskiej. Najbardziej udanym sezonem w historii był sezon 2008, kiedy to zespół po raz pierwszy (i jedyny w swojej historii) zdobył zarówno zwycięstwo (Grand Prix Kanady) i pole position (Grand Prix Bahrajnu) które wywalczył Robert Kubica. Od sezonu 2007 do sezonu 2009 kierowcami zespołu dr. inż. Mario Theissena byli Nick Heidfeld oraz Robert Kubica; z końcem sezonu 2009 z powodu błędów w zarządzaniu zespołem BMW-Sauber co skutkowało słabymi wynikami koncern BMW wycofał się z Formuły 1, a jego udziały przejął Peter Sauber.